# Прерогатива
Прерогати́ва (лат. praerogativa, от лат. praerogativus — запрошенный первым, первым подающий голос) — исключительное право, принадлежащее какому-либо государственному органу или должностному лицу.
Термин появился в Римской империи, исходно в форме лат. centuria praerogativa — центурия, имевшая право предложения законов первой. Так называлась после соединения центуриатных и трибутных комиций та центурия первого класса, которой выпадал жребий прежде всех подавать в собрании свой голос. Этот голос часто имел решающее значение, так как другие охотно присоединялись к нему.
В дальнейшем, в конституционных монархиях, под этим стали понимать преимущественное право короны, которым она пользуется помимо парламента. Сюда включалась как прерогатива короны созывать и распускать парламент, открывать и закрывать его сессию, так и более частные: миловать преступников и т. д.
Позднее термин был распространён на исключительные права любых органов власти и должностных лиц на какую-либо деятельность. В ещё более широком смысле под словом прерогатива понимают преимущественное право вообще: право кого-либо на какие-либо действия; преимущество, которым кто-либо обладает перед другими.